# Espanita Cortez
Espanita Cortez, née Marguerite Anne Flexer, est une actrice française des années 1950, danseuse et chorégraphe à l'Opéra-Comique, née à Ville-d'Avray (Seine-et-Oise) le 7 août 1921 et morte le 14 mars 2014 à Vernon (Eure),. Elle fut l'épouse de René Tomasini et la maire de la commune de Tosny dans l'Eure, où elle a sa sépulture.

## Biographie
Le 22 novembre 1941, on lit dans Le Matin qu'elle se retrouve avec Charles Trenet dans un nouveau programme de spectacle de l'Avenue.
Le 11 février 1943, l'ABC (music-hall) réunit les musiciens Émile Prud'homme, la chanteuse Lucienne Delyle et Espanita Cortez .
Le 31 décembre 1944 , au théâtre national de l'Opéra, elle participe à l'intermède de la soirée de l'absent, aux côtés de Géori Boué, Georges Guétary, Johnny Hess, Machado, José Torres, Lucioni, Adine Yosif et Béatrix Dussane. La soirée est animée par Fernand Gravey et Jeanne Renouard.
Le 20 octobre 1945 , chez Pleyel, Mme Cortez, succédant à La Argentina, danse devant une salle comble, accompagnée du guitariste Francisco Gil et du pianiste Roger Machado , avec un programme musical espagnol.
Le 12 novembre 1956 , elle est conviée à l'émission de télévision 36 chandelles, aux côtés de Francis Blanche, Gilbert Bécaud, Pauline Carton, Charpini … entre autres.
Avant de connaître René Tomasini qui fit une partie de sa carrière politique dans l'Eure, Espanita Cortez fut l'épouse d'un médecin parisien, Grégoire Flexer.
Espanita Cortez posséda une résidence secondaire à Tosny, dénommée villa Triana, du nom d'un personnage  d'Albéniz, Triana étant le nom de baptême du groupe de danse qu'elle avait créé. Elle s'y installe dès 1973.
En 2008, l'artiste fait don de costumes, accessoires, programmes, photographies, maquettes et dessins à la BnF .

## Filmographie

### Cinéma
- 1947 : Le Chanteur inconnu d'André Cayatte - la danseuse
- 1950 : Méfiez-vous des blondes d'André Hunebelle - la danseuse espagnole
- 1951 : Monsieur Fabre d'Henri Diamant-Berger - l'Impératrice Eugénie
- 1951 : Clara de Montargis d'Henri Decoin
- 1951 : Barbe-Bleue de Christian-Jaque - Carmen Esmeralda Dulcinée de la Yotta
- 1951 : Blaubart de Christian-Jaque - Mercedes, l'Espagnole (version allemande)
- 1952 : Manina la fille sans voiles de Willy Rozier - Franchucha
- 1952 : Monsieur Taxi d'André Hunebelle - l'Italienne
- 1953 : Chassez le naturel de Philippe Ducrest - (Court métrage)
- 1958 : La Femme et le pantin de Julien Duvivier - Maria-Teresa
- 1961 : Les Trois Mousquetaires : Les Ferrets de la reine (époque 1) de Bernard Borderie - doña Estefania
- 1961 : Les Trois Mousquetaires : La Vengeance de Milady (époque 2) de Bernard Borderie - doña Estefania

### Télévision
- 1952 : Orient Express (série TV) - One in a Million de Steve Sekely
- 1961 : Le Théâtre de la jeunesse (série TV) - Don Quichotte de Marcel Cravenne et Louis Grospierre - Juana

## Principales chorégraphies
Liste des participations de la danseuse et/ou chorégraphe  :
- Casse-noisette (1955)
- La Poule Noire [11], opérette de Manuel Rosenthal (création de 1915 ; représentation le 25 mai 1956)
- Les Pêcheurs de perles [12] (représentation le 18 octobre 1957)
- Alborada del gracioso [13] (14 janvier 1954 - 15e représentation le 19 octobre 1955)
- L'Amour sorcier (création de 1915) [14] (30 avril 1948 : reprise ; 88e représentation le 28 janvier 1955) - Rôle : Candela
- Capriccio espagnol (22 février 1952)
- Boléro (Serge Lifar, création de 1941), dans le rôle de Marilèna [15] (31 décembre 1947 : reprise ; 56 représentations au 31 décembre 1961)
- Danses d'Espagne (13 mars 1947 et 31 décembre 1950) dont fait partie La vida breve (Rôle : la danseuse)
- Farruca Flamenca (19 novembre 1948 et 31 décembre 1961)
- Flamenco (Danses d'Espagne) (6 janvier 1951)
- Dolorès (7 novembre 1952) [8], mise en scène de Louis Musy, musique de Michel-Maurice Levy - Rôle : Séguédille
- Pavane pour une infante défunte (14 janvier 1954 : reprise ; 25e représentation le 19 octobre 1955)
- Le Tricorne (1er avril 1949 ; 20e représentation le 19 septembre 1958) - Rôle : la meunière, auprès de Michel Rayne.

Parmi les chorégraphies de ballets reviennent souvent les noms de Jacques Chazot et Jean-Jacques Etchevery.

## Distinctions
- L'actrice a été nommée chevalier de la Légion d'honneur.
- En 1946, Paul Colin a mis l'artiste à l'affiche [16],[17].